# استان بجایه
| استان بجایه        | استان بجایه        |
| ------------------ | ------------------ |
|                    |                    |
| Algeria-Bejaia.png |                    |
| کشور               | الجزایر            |
| مساحت              | ۳,۲۶۸ کیلومتر مربع |
| جمعیت              |                    |
| جمعیت              | ۹۱۵,۸۳۵            |
| تراکم جمعیت        | ۲۸۰.۲/کیلومتر مربع |
| شمارگان            |                    |
| شمارهٔ استان        | ۶                  |
| پیش‌شمارهٔ تلفنی     | ۰۳۴                |
| تعداد فرمانداری‌ها  | ۱۹                 |
| تعداد شهرستان‌ها    | ۵۲                 |
| کد پستی            |                    |

بجایه نام استان ششم از استان‌های کشور الجزایر است.